# ديفيد ووكر (سياسي أمريكي)
ديفيد ووكر (بالإنجليزية: David Walker)‏ هو سياسي أمريكي، ولد في 16 يناير 1952 في تشارلستون في الولايات المتحدة. حزبياً، نشط في الحزب الديمقراطي.